# .fr
.fr è il dominio di primo livello nazionale assegnato alla Francia.
È amministrato dall'associazione non profit Association Française pour le Nommage Internet en Coopération (AFNIC), che gestisce i domini nazionali .re, .tf, .pm, .wf e .yt e quelli generici .paris, .alsace, .bzh e .corsica.

## Domini di secondo livello
- gouv.fr è il dominio ufficiale di secondo livello per il governo e la pubblica amministrazione.

I seguenti nomi sono riservati ed è possibile registrarvi domini di terzo livello:
- tm.fr per possessori di marchi registrati;
- asso.fr per le associazioni;
- nom.fr per i cognomi;
- prd.fr per i programmi di ricerca e sviluppo;
- presse.fr per le agenzie di stampa;
- com.fr: utilizzo generale, non è necessario giustificare la richiesta.